# Archidiecezja Puerto Montt
Archidiecezja Puerto Montt – jedna z pięciu rzymskokatolickich archidiecezji w Chile.
Zajmuje cały obszar prowincji Llanquihue w regionie Los Lagos. Siedzibą arcybiskupią jest miasto Puerto Montt.
Została erygowana przez papieża Piusa XII 1 kwietnia 1939 roku, do rangi archidiecezji podniesiono ją 10 maja 1963 roku.

## Biskupi Puerto Montt
- Ramón Munita Eyzaguirre (29 kwietnia 1939 – 23 grudnia 1957)
- Alberto Rencoret Donoso (21 marca 1958 – 10 maja 1963)

## Arcypiskupi Puerto Montt
- Alberto Rencoret Donoso (10 maja 1963 – 18 maja 1970)
- Eladio Vicuña Aránguiz (16 lipca 1974 – 13 maja 1987)
- Bernardo Cazarro Bertollo O.S.M. (8 lutego 1988 – 27 lutego 2001)
- Cristián Caro Cordero (27 lutego 2001 – 11 czerwca 2018)
- Fernando Ramos (od 27 grudnia 2019)